# المخيم الكشفي العالمي العاشر
عقد المخيم الكشفي العالمي العاشر في الفترة 17-26 يوليو 1959، واستضافته الفلبين في لوس بانيوس، لاغونا. ولقد أطلق على المخيم اسم «مخيم الخيزران» بسبب انتشار الخيزران والنخيل فيها. حضر المخيم حوالي 12203 كشاف من 44 دولة. وكان موضوع المخيم «بناء الغد اليوم». وكان هذا أول مخيم كشفي عالمي يعقد خارج أوروبا وكندا.